# 三路里镇
三路里镇，是中华人民共和国山西省运城市盐湖区下辖的一个乡镇级行政单位。

## 行政区划
三路里镇下辖以下地区：
三路里村、墩张村、墩张庄村、杨家门村、沟东村、沟西村、鸭河村、石沟南村和八将门村。